# پدلی
پدلی، روستایی است در بخش مرزداران شهرستان سرخس، استان خراسان رضوی. بر اساس سرشماری سال ۱۳۸۵ جمعیت آن (۵۳ خانوار) ۲۴۷ نفر است. این روستا در ۵۸ کیلومتری جنوب غربی شهر سرخس قرار دارد. ارتفاع آن از سطح دریا ۵۵۰ متر و آب و هوای آن معتدل و خشک کوهستانی است.